# Semblanzas caballerescas o las nuevas aventuras de Don Quijote de la Mancha
Las Semblanzas caballerescas o Las nuevas aventuras de don Quijote de la Mancha, una continuación de Don Quijote de la Mancha, es una obra del escritor español Luis Otero y Pimentel publicada por la Tipografía de "El Eco Militar" en La Habana, Cuba, en 1886.
En el prólogo se justifica la obra indicando que en este siglo de la ciencia, en el cual todos presumen de sabios y predominan y gobiernan, atropellando la ley, la justicia y el mérito, son más necesarios que nunca los caballeros andantes, que lucharon por el mantenimiento de los principios que hacen felices a los ciudadanos y engrandecen a las naciones. En efecto, el texto "contrasta ideales de antaño con el pragmático e interesado presente."
No es un texto importante dentro de la tradición cervantina.

## Argumento
La obra comprende trescientas ochenta y tres páginas, y refiere nuevas aventuras del resucitado Don Quijote, quien en compañía de Sancho Panza decide hacer una nueva salida, a fines del siglo XIX. Van primero a El Toboso para presentarse ante Dulcinea, a la cual no logran hallar, y después se embarcan hacia América y llegan a Cuba, identificada por el caballero con el nombre de Ínsula Encantada.
Después de un pequeño incidente en el cual un asturiano y un gallego se pelean sobre el lugar de nacimiento de don Pelayo y son separados por don Quijote, éste y su escudero se encuentran con unos ricos hacendados indianos, los condes de Vegas Dulces, que les hacen objeto de toda clase de atenciones y nombran a Sancho Panza gobernador de la ínsula de Palo Verde. 
A causa de unas disposiciones que emite para reprimir las malas costumbres, Sancho es encarcelado y condenado a muerte, pero se salva gracias a la ayuda y defensa de don Quijote. 
Deciden regresar a España, pero cuando marchar a embarcarse rompen violentamente el cordón sanitario que impedía la entrada en un lugar del camino y son encarcelados y juzgados. Recobran la libertad gracias a la intervención de la gentil y bondadosa hija del primer matrimonio del Conde de Vegas Dulces, de la cual se enamora don Quijote. 
La obra concluye con el retorno del caballero manchego y su escudero a su aldea.